# Eerste Sweelinckstraat

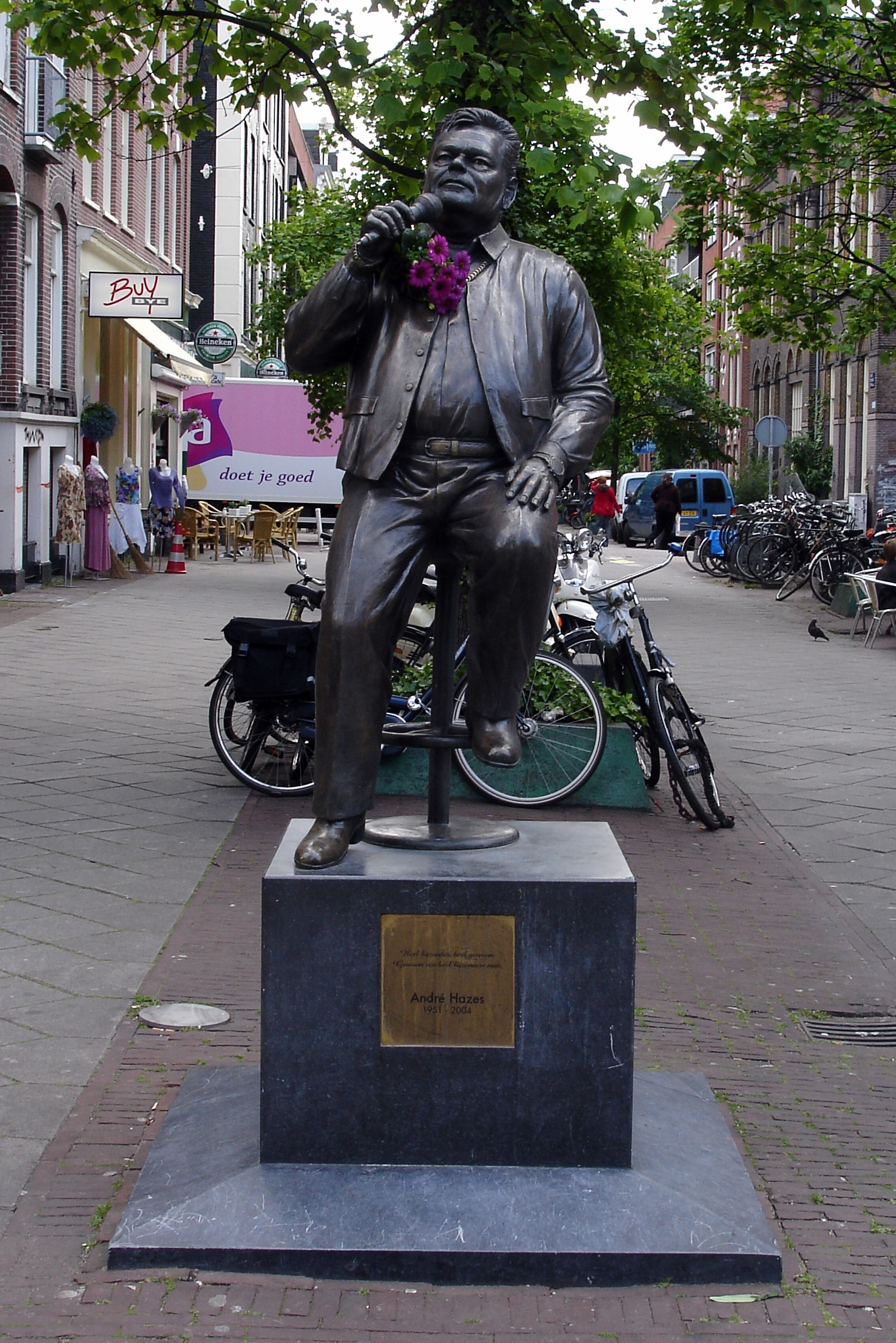
André Hazesbeeld met 1e Sweelinckstraat
op achtergrond rechts voormalige school Govert Flinck

De Eerste Sweelinckstraat is een straat in Amsterdam-Zuid, De Pijp.
De straatnaam is afwijkend in deze buurt. Deze refereren allemaal aan kunstschilders, de naamgever van deze straat is echter componist, organist Jan Pieterszoon Sweelinck.
De straat loopt noord-zuid en voert vanaf de Gerard Doustraat langs het Sarphatipark tot aan de Ceintuurbaan. Het gedeelte aan het Sarphatipark kreeg echter de aanduiding Sarphatipark. Aan de Eerste Sweelinckstraat zijn voornamelijk winkels, woningen en horecabedrijven gevestigd. Opvallend is dat aan diezelfde straat drie scholen stonden, die allen hun hoofdadres aan een andere straat hadden:
- de kruising met de Gerard Doustraat was een meisjesschool (Sweelinckschool) met de ingang op Gerard Doustraat 220, in 2015 een tandtechnisch centrum
- de kruising met de Albert Cuypstraat was een gemengde lagere school met de ingang op de Albert Cuypstraat 241, in 2015 de boksschool
- de kruising met de Govert Flinckstraat was eveneens een lagere school met de hoofdingang op Govert Flinckstraat 286, aan de Eerste Sweelinckstraat is wel een ingang, in 2015 een gebedsruimte.

Andere opvallende zaken in de straat:
- Eerste Sweelinckstraat 10, voormalig badhuis, thans appartementen en horecagelegenheid;
- twee sekswinkels op nog geen 50 meter afstand van elkaar (in 2015 beide verdwenen)
- ijssalon Peppino van de familie Tofani, beroemd in de jaren zestig tot negentig in de 20e eeuw, niemand zag echter voortzetting/overname van het bedrijf zitten, de winkel sloot. Vlak daarna opende verderop in de straat een nieuwe ijssalon.

Het gedeelte dat kruist aan de Albert Cuypstraat is voetgangersgebied met daarop ook het beeld van André Hazes.

## Afbeeldingen

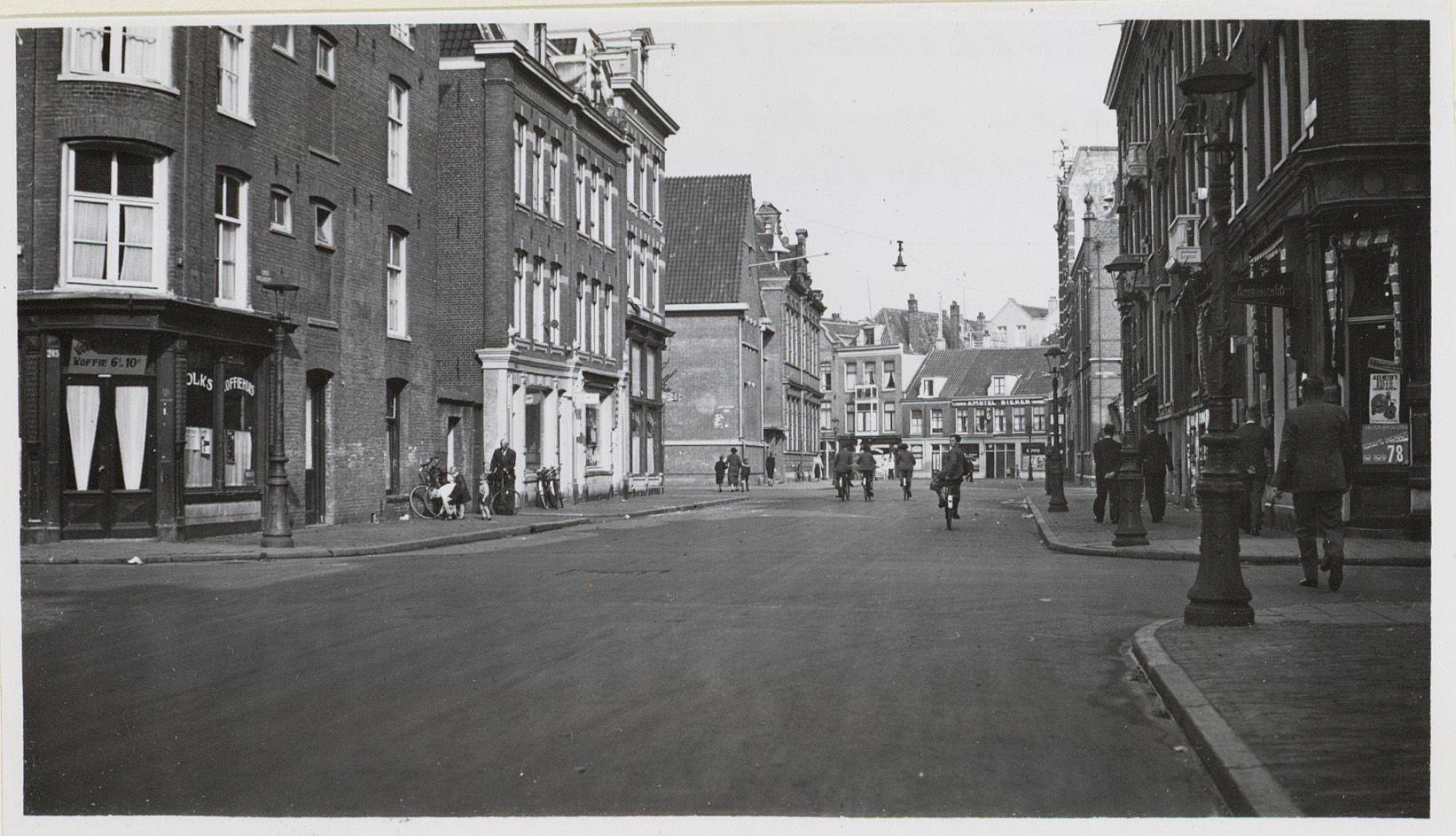
Eerste Sweelinckstraat / Hoek Govert Flinckstraat, gezien naar Tweede Jacob van Campenstraat (foto, januari 1936)
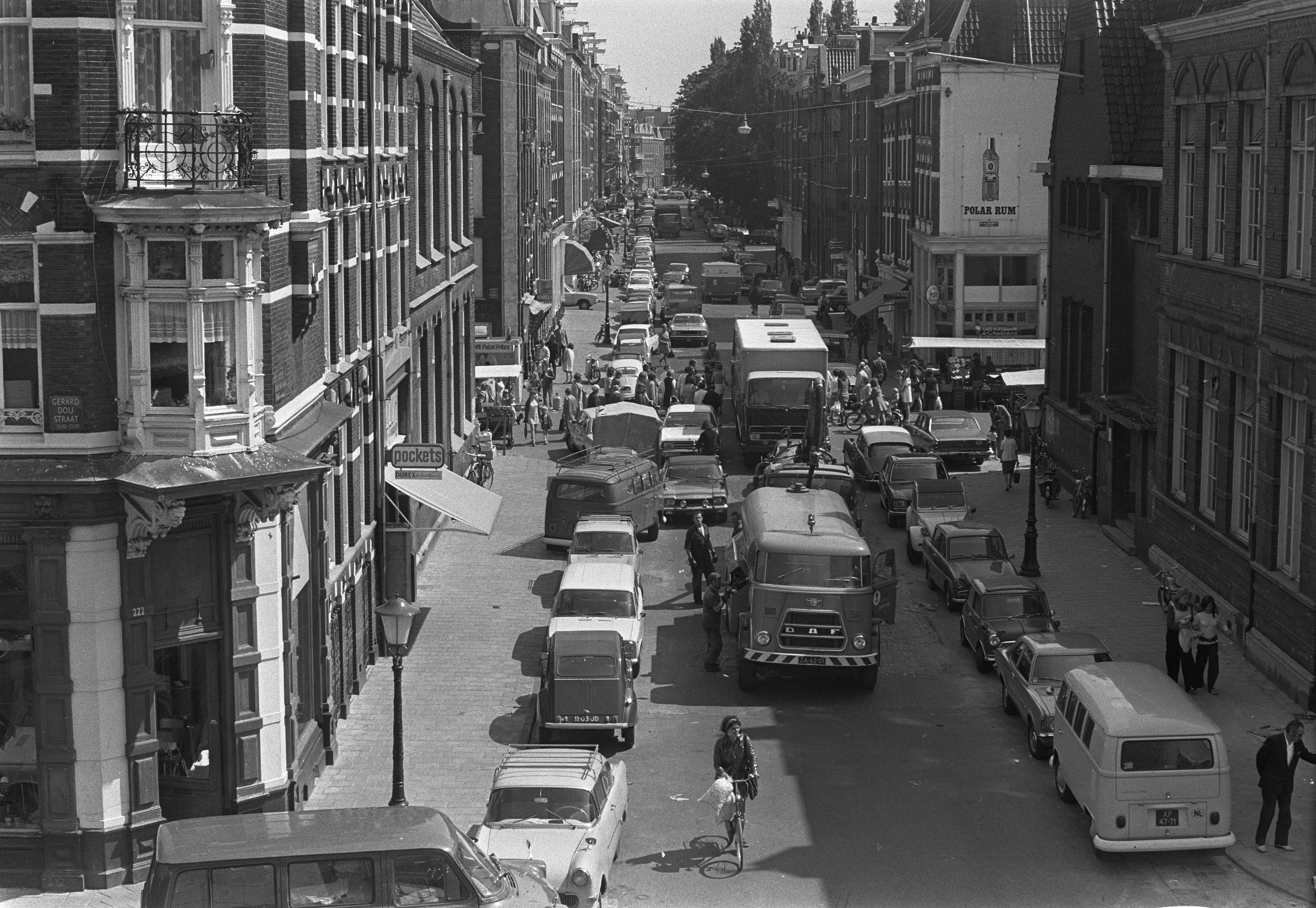
Eerste Sweelinckstraat - gezien vanaf de Gerard Doustraat - kruist de Albert Cuypmarkt (foto, juni 1972)
Eerste Sweelinckstraat, vanaf de Albert Cuypstraat gezien (foto, maart 2023)
André Hazes tussen de fietsers in de Eerste Sweelinckstraat (foto, maart 2023)